# Kriegsmarinewerft Wilhelmshaven

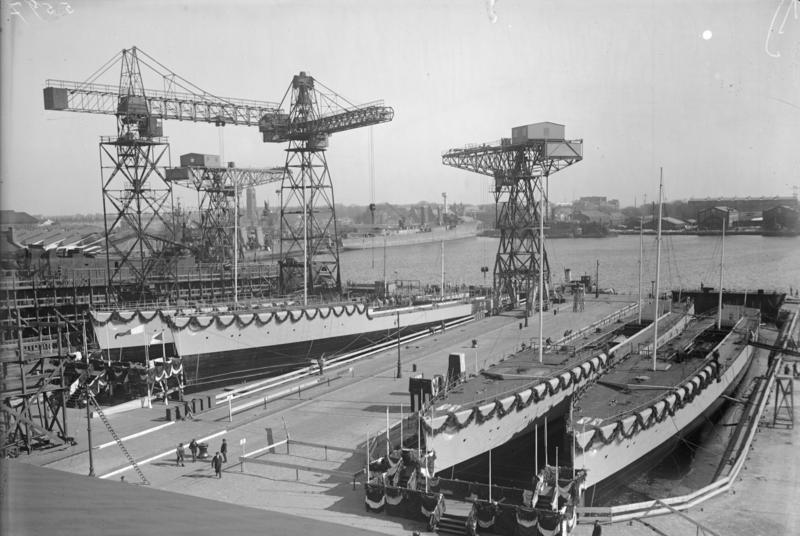
Вигляд на верф «Крігсмаріневерф Вільгельмсгафен», де одночасно перебуває чотири міноносці типу 1924: «Тигр», «Люкс», «Ягуар», «Леопард». 15 березня 1928

«Крігсмаріневерф Вільгельмсгафен» або «Військово-морська верф Вільгельмсгафена» (нім. Kriegsmarinewerft Wilhelmshaven) — німецька суднобудівна компанія, що базувалася у Вільгельмсгафені у період з 1918 і 1945 року.
Верф була заснована на місці імператорської верфі Вільгельмсгафена, яка була закрита після Першої світової війни.
У 1935 році назву було змінено на Kriegsmarinewerft Wilhelmshaven, коли німецький флот (Рейхсмаріне) був перейменований нацистським Третім Рейхом у Крігсмаріне.
У 1939—1945 роках основна діяльність верфі полягала в будівництві військових кораблів, підводних човнів і ремонті пошкоджених військових кораблів. 18 грудня 1939 року 12 із 22 бомбардувальників «Веллінгтон» британських Королівських ПС були збиті в повітряному бою над військово-морською базою. Персонал часто призначався для організації військово-морських об'єктів в окупованих країнах, наприклад, у порти Лор'ян, Брест і Сен-Назер. Наприкінці війни на корабельні працювало близько 17 тис. робітників.
Польські та британські війська досягли Вільгельмсгафена у травні 1945 року. Якийсь час верф відновлювала кораблі для відправки союзникам як військові репарації, але з 1946 року більшість будівель і обладнання було або розібрано, або підірвано.
З 1957 року на частині території розташовувався арсенал німецького флоту.

## Кораблі, побудовані компанією Kriegsmarinewerft Wilhelmshaven
- «Емден»
- «Кенігсберг»
- «Кельн»
- «Бремзе»
- «Адмірал Шеер»
- «Адмірал граф Шпее»
- «Шарнгорст»
- «Тірпіц»